# 库尔布宗 (汝拉省)
库尔布宗（法語：Courbouzon，法語發音：[kuʁbuzɔ̃]）是法国汝拉省的一个市镇，位于该省西部，属于隆斯勒索涅区。

## 地理
库尔布宗（46°39'4"N, 5°31'42"E）面积3.35 平方千米，位于法国勃艮第-弗朗什-孔泰大區汝拉省，该省份为法国东部内陆省份，北起上索恩省，西北接科多尔省，西临索恩-卢瓦尔省，南至安省，东与杜省和瑞士接壤。
与库尔布宗接壤的市镇（或旧市镇、城区）包括：马科尔奈、热吕日、热万热、隆斯勒索涅、索尔讷河畔梅西亚、蒙莫罗。

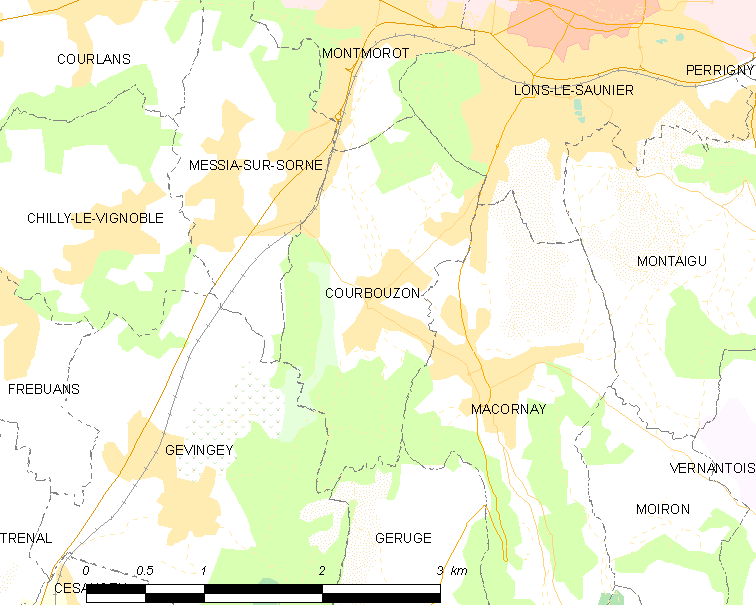
的OSM定位图

库尔布宗的时区为UTC+01:00、UTC+02:00（夏令时）。

## 行政
库尔布宗的邮政编码为39570，INSEE市镇编码为39169。

## 政治
库尔布宗所属的省级选区为隆斯勒索涅第二县。

## 人口

1962-2008年间人口变化图示

库尔布宗于2022年1月1日时的人口数量为584人。